# Irena Telesz-Burczyk
Irena Telesz-Burczyk (ur. 10 sierpnia 1940 w Podrośli koło Wołkowyska) – polska aktorka teatralna.

## Życiorys

### Kariera aktorska
W 1958 została absolwentką Państwowego Liceum Pedagogicznego w Gdańsku. W 1966 złożyła egzamin aktorski. Pracowała w teatrach: rapsodycznym w Gdańsku, dramatycznym w Grudziądzu, od 1975 zawodowo związana z Teatrem im. Stefana Jaracza w Olsztynie. Zagrała liczne role w adaptacjach dramatów Williama Sheakspeare’a, m.in. Lady Makbet oraz Hekate w Makbecie, Księżną Yorku w Ryszardzie III i Królową Gertrudę w Hamlecie. Wystąpiła również jako Olga w Trzech siostrach według Antona Czechowa.

### Działalność publiczna
W latach 1959–1981 była członkinią PZPR. W latach 70. przez rok zasiadała w radzie miejskiej w Grudziądzu. W 1980 współtworzyła olsztyńskie struktury „Solidarności”, była m.in. delegatem na I Krajowy Zjazd Delegatów związku. Po wprowadzeniu stanu wojennego kontynuowała działalność opozycyjną, zajmując się kolportażem wydawnictw drugiego obiegu i organizacją pomocy internowanym. W 1984 z przyczyn politycznych została zwolniona z pracy w teatrze, przez kolejne pięć lat pracowała m.in. w gospodarstwie rolnym.
Pod koniec lat 80. przewodniczyła komisji kultury przy Komitecie Obywatelskim. Później była członkinią Kongresu Liberalno-Demokratycznego. W wyborach w 2010 z listy Platformy Obywatelskiej uzyskała mandat radnej sejmiku warmińsko-mazurskiego. W 2014 nie uzyskała reelekcji, powróciła jednak do sejmiku w 2015. W 2018 bez powodzenia kandydowała na radną Olsztyna.

## Filmografia
- 1977: Znak orła
- 1979: W słońcu i w deszczu − Jaglina, żona sołtysa
- 1981: Czwartki ubogich − sprzątaczka Helena
- 1984: Pan na Żuławach
- 2000: Świąteczna przygoda − dyrektor domu dziecka
- 2001: Kameleon − babcia Weroniki
- 2005: Spadek − ciotka Kristera
- 2009: Dom nad rozlewiskiem − pani Róża, matka proboszcza
- 2010: Miłość nad rozlewiskiem − pani Róża, matka proboszcza
- 2011: Życie nad rozlewiskiem − pani Róża, matka proboszcza
- 2012: Nad rozlewiskiem − pani Róża, matka proboszcza
- 2016: Niewinne − siostra zakonna
- 2016: Pensjonat nad rozlewiskiem − pani Róża, matka proboszcza

## Odznaczenia i wyróżnienia
Uhonorowana nagrodą na festiwalu w Toruniu za najlepszą rolę kobiecą (1981). Trzykrotnie otrzymała nagrodę publiczności w plebiscytach prasowych. Była wyróżniana nagrodami przyznawanymi przez władze lokalne i organizacje społeczne. W 2001 została wyróżniona Nagrodą Prezydenta Olsztyna za całokształt pracy twórczej oraz za pracę na rzecz upowszechniania kultury, w 2007 otrzymała Nagrodę Prezydenta Olsztyna „Statuetka Świętego Jakuba”. W 2020 wyróżniona tytułem honorowego obywatela Olsztyna.
Odznaczona Złotym Krzyżem Zasługi (2005). W 2016 otrzymała odznakę honorową „Zasłużony dla Kultury Polskiej”. W 2015 prezydent Andrzej Duda nadał jej Krzyż Kawalerski Orderu Odrodzenia Polski; Irena Telesz-Burczyk odmówiła jego przyjęcia. W 2024 otrzymała Srebrną Odznakę „Za zasługi dla więziennictwa” (2024).

## Życie prywatne
Była żoną aktora Stefana Burczyka, ma synów Piotra i Pawła.